# Il conquisto di Granata
(Canto V)
Il conquisto di Granata è un poema epico-cavalleresco in 26 canti di Girolamo Graziani (1604 - 1674), nel quale si narrano le vicende riguardanti l'ultimo dei dieci anni di assedio (Guerra di Granada 1482 - 1492) effettuato dal re spagnolo Ferdinando II di Aragona (Ferdinando il Cattolico) al Sultanato di Granada, ultimo baluardo degli infedeli nella Spagna Musulmana. Con l'assedio si concluse la Reconquista della Penisola Iberica.

## Influenza culturale
Giacomo Leopardi ha mutuato da Il conquisto di Granata la situazione (l'amore che giunge in punto di morte) e il nome di alcuni personaggi (Consalvo ed Elvira) per il suo Consalvo (1833).

## Edizioni
- Modena, Soliani, 1650 in-4°;
- Napoli, Molo [Roberto Mollo?], 1651 in -12°;
- Parigi, chez le Sieur des Rotieurs, 1654, 2 Tomi, in-12° con prefaz. in francese;
- Milano, Filippo Ghisolfi, 1666;
- Bologna, Manolessi, 1670 in-24°;
- Venezia, Combi e la Noù, 1684 in-12°;
- Venezia, Zatta, 1768;
- Colle Pacini, Eusebio, 1816, 2 Voll. in-12°;
- In: Il Parnaso Italiano a c. di A. Peretti e A. Cappelli, Antonelli, Venezia, 1832-1851, Volume II, pagg. (con numerazione autonoma) XII+328.